# Svampe
 "Svamp" omdirigeres hertil. For andre betydninger af Svamp, se Svamp (flertydig).
Svampe (Fungi) er en stor gruppe af organismer, der oprindeligt blev anset for at være en form for planter, men nu er samlet i et selvstændigt rige, svamperiget, der har vist sig at være mere beslægtet med dyreriget end med planteriget.. Blandt de 100.000 kendte arter er mange vigtige nedbrydere af dødt organisk materiale. Andre er parasitter, der lever af levende planter og dyr, eller lever i symbiose med planter ved hjælp af såkaldt mykorrhiza. Svampe er desuden kendt for undertiden at indeholde giftige og psykedeliske stoffer.
Selvom svampe er meget almindelige over hele verden, lægges der ikke meget mærke til dem, fordi mange er mikroskopiske og lever et skjult liv f.eks. i jorden, på dødt organisk materiale eller som del af en symbiose med planter, dyr eller andre svampe. Nogle arter af svampe bemærkes, når de for at formere sig danner frugtlegemer (fx paddehatte) eller som skimmel- og mugsvampe dækker en overflade og spreder deres sporer.
Den disciplin af biologien, der beskæftiger sig med svampe, kaldes mykologi. Mykologi blev tidligere betragtet som en gren af botanik, fordi svampe henregnedes til planteriget.

## Levevis
Svampe lever først og fremmest af at nedbryde organisk materiale. Eksempelvis er tåge-tragthat en af de vigtigste nedbrydere af blade, grene og kviste. Svampe hører sammen med bakterier til de vigtigste nedbrydere i naturen, og er en nødvendig forudsætning for at stofkredsløbet kan opretholdes. Et krav for at svampesporerne kan spire er en vedholdende fugtighed, hvilket f.eks. er opfyldt i jorden.
Svampe lever især af sukker f.eks. i form af cellulose som nedbrydes til simple sukkermolekyler og derefter fordøjes af svampens mycelium. Det meste døde plantevæv består netop af cellulose, og svampe fordøjer derfor ofte plantevæv. Langt de fleste svampe kan leve i både iltfri (fx som gærfase) og i iltrige miljøer.
Drøvtyggere (fx får og tamkvæg) fordøjer planternes cellulose ved hjælp af mikroorganismer som bakterier og svampe i en af deres dertil indrettede maver. Her nedbrydes cellulose til glukose og omdannes til fedtsyrerne eddikesyre, propionsyre og smørsyre, hvilket drøvtyggerne så lever af.

### Symbiose
Mange svampe har en form for symbiose med organismer fra andre biologiske riger, fx planter, dyr eller bakterier. Symbiosen kan for den anden organisme (værten) enten være gavnlig eller skadelig (i nogle tilfælde dog ingen af delene). Der kan i relationen mellem svamp og vært altså både være tale om mutualisme, parasitisme og kommensalisme. Laver er en symbiose mellem svampe og visse alger.

### Symbiose med planter
Symbiosen med planter ved hjælp af mykorrhiza, hvor svampens mycelium gror ind i plantens rødder, er en af de bedst kendte relationer mellem planter og svampe, og den er af stor betydning for planters vækst og livsmuligheder i mange økosystemer. Over 90% af alle plantearter har symbiose med svampe, og kan være afhængige af dette for at overleve. Det øger ofte plantens optagelse af uorganiske forbindelser, f.eks. nitrat og fosfat fra steder hvor der er lave koncentrationer af disse vigtige næringsstoffer.

## Morfologi
Svampe kan være encellede (fx gærsvampe) eller flercellede. De flercellede består af hyfer, der er lange celletråde typisk omkring en hundrededel millimeter i diameter. Disse hyfer er forgrenede og danner tilsammen det såkaldte mycelium, der helt kan gennemvæve det medium (fx jord eller planteved) som det vokser i. Svampen sender enzymer ud i omgivelserne som muliggør at de større organiske forbindelser nedbrydes til mindre dele, således at de bliver tilpas små til at kunne optages gennem cellevæggene. Det er på denne måde svampen optager næring.
Det er for de flercellede svampe myceliet, der kan siges at være selve svampeindividet. Det samme individ (eller genetisk ens gruppe af individer) kan med tiden udbrede sig over et meget stort område og opnå en høj alder. F.eks. er en genetisk ens gruppe af individer af arten mørk honningsvamp (Armillaria ostoyae), der vokser i en nåleskov i Oregon (USA), blevet målt at dække et område på 900 hektar og være mindst 1900 år gammel.
I modsætning til det næsten skjulte mycelium kan svampens eventuelle frugtlegeme ses over jorden som fx en paddehat.

## Taksonomi
|  | Basidiomycota |
|  |               |
|  | Ascomycota    |
|  |               |

|  | Mortierellomycotina |
|  |                     |
|  | Glomeromycotina     |
|  |                     |
|  | Mucoromycotina      |
|  |                     |

|  | Zoopagomycotina       |
|  |                       |
|  | Entomophthoromycotina |
|  |                       |
|  | Kickxellomycotina     |
|  |                       |

|  | Monoblepharidomycota  |
|  |                       |
|  | Neocallimastigomycota |
|  |                       |
|  | Chytridiomycota       |
|  |                       |

|  | Basidiomycota |
|  |               |
|  | Ascomycota    |
|  |               |

|  | Mortierellomycotina |
|  |                     |
|  | Glomeromycotina     |
|  |                     |
|  | Mucoromycotina      |
|  |                     |

|  | Zoopagomycotina       |
|  |                       |
|  | Entomophthoromycotina |
|  |                       |
|  | Kickxellomycotina     |
|  |                       |

|  | Monoblepharidomycota  |
|  |                       |
|  | Neocallimastigomycota |
|  |                       |
|  | Chytridiomycota       |
|  |                       |

  Kladogram, der viser svampenes inddeling i underriger/rækker.
I alt er navngivet omkring 100.000 forskellige arter af svampe, men der findes måske ti gange så mange, der stadig er ubeskrevede. Svampene inddeles i seks forskellige rækker/underriger.

### Dikarya: Basidiesvampe og sæksvampe
Langt de fleste arter (>97%) findes i underriget Dikarya som inkluderer de to beslægtede rækker basidiesvampe (Basidiomycota) og sæksvampe (Ascomycota). Livscyklus hos de to svampegrupper består af en lang haploid og en kort diploid fase, hvor der ind imellem er indskudt en tokernet (dikaryotisk) fase.
Disse svampegrupper har navn efter det sted på svampene, hvor sporerne dannes. Hos basidiesvampe sidder sporerne fire sammen for enden af et såkaldt basidie, mens de hos sæksvampe dannes i sække med otte sporer i hver. Hos en basidiesvamp som champignon sidder basidierne tæt sammen på lameller på hattens underside, og her kan der i løbet af få dage dannes 10-20 milliarder sporer.
Hos begge disse rækker danner nogle arter frugtlegemer medens andre arter er mikrosvampe. De største af disse frugtlegemer er de såkaldte hatsvampe hos basidiesvampene. 
- Basidiesvampe, Basidiomycota kan have frugtlegemer som fx lamelsvampe, rørhatte, poresvampe. Omkring 32.000 kendte arter.
- Sæksvampe, Ascomycota kan ligeledes have frugtlegemer som fx morkler eller bægersvampe. Omkring 64.000 kendte arter.

### Øvrige rækker
De øvrige rækker rummer kun mikrosvampe. 
- Mucoromycota former en søstergruppe til Dikarya og inkluderer mange mikrosvampe, der lever sammen med planter. En inddeling indenfor denne række er Glomeromycotina, der  er mikrosvampe, der danner arbuskulært mykorrhiza. Kun cirka 169 arter kendes. Denne gruppe var traditionelt en del af formgruppen koblingssvampe (Zygomycota).
- Zoopagomycota er en gruppe mikrosvampe hvoraf mange lever som parasitter.
- Chytridiomyceta er et underrige, hvis medlemmer formerer sig med zoosporer, og inkluderer tre rækker, der totalt rummer mindre end 1000 arter. En række er  Piskesvampe, Chytridiomycota, en gruppe mikrosvampe, der mest lever i vand. En anden række er Neocallimastigomycota, mikrosvampe, der lever i drøvtyggeres maver. Kun cirka 20 arter.
- Blastocladiomycota er mikrosvampe der formerer sig med zoosporer (selvbevægelige, ukønnede sporer med flageller) og alternerer mellem haploide og diploide generationer (de har en såkaldt haplodiplontisk livscyklus). Kun cirka 179 arter.
- Opisthosporidia udgør de mest basale svampe og er en muligvis parafyletisk gruppe (uden fælles stamfader) af endoparasitter (indvendige snyltere). En gruppe her er Microsporidia, encellede parasitter i dyr. Over tusind kendte arter.

## Sammenligning med dyr og planter
|  | Planter        |
|  |                |
|  | Chromalveolata |
|  |                |

|  | Choanozoa |
|  |           |
|  | Dyr       |
|  |           |

|  | \| \| Nucleariida \| \| \| \| \| \| Svampe \| \| \| \| |
|  |                                                        |
|  | Nucleariida                                            |
|  |                                                        |
|  | Svampe                                                 |
|  |                                                        |

|  | Nucleariida |
|  |             |
|  | Svampe      |
|  |             |

|  | Choanozoa |
|  |           |
|  | Dyr       |
|  |           |

|  | \| \| Nucleariida \| \| \| \| \| \| Svampe \| \| \| \| |
|  |                                                        |
|  | Nucleariida                                            |
|  |                                                        |
|  | Svampe                                                 |
|  |                                                        |

|  | Nucleariida |
|  |             |
|  | Svampe      |
|  |             |

|  | Choanozoa |
|  |           |
|  | Dyr       |
|  |           |

|  | \| \| Nucleariida \| \| \| \| \| \| Svampe \| \| \| \| |
|  |                                                        |
|  | Nucleariida                                            |
|  |                                                        |
|  | Svampe                                                 |
|  |                                                        |

|  | Nucleariida |
|  |             |
|  | Svampe      |
|  |             |

|  | Choanozoa |
|  |           |
|  | Dyr       |
|  |           |

|  | \| \| Nucleariida \| \| \| \| \| \| Svampe \| \| \| \| |
|  |                                                        |
|  | Nucleariida                                            |
|  |                                                        |
|  | Svampe                                                 |
|  |                                                        |

|  | Nucleariida |
|  |             |
|  | Svampe      |
|  |             |

|  | Planter        |
|  |                |
|  | Chromalveolata |
|  |                |

|  | Choanozoa |
|  |           |
|  | Dyr       |
|  |           |

|  | \| \| Nucleariida \| \| \| \| \| \| Svampe \| \| \| \| |
|  |                                                        |
|  | Nucleariida                                            |
|  |                                                        |
|  | Svampe                                                 |
|  |                                                        |

|  | Nucleariida |
|  |             |
|  | Svampe      |
|  |             |

|  | Choanozoa |
|  |           |
|  | Dyr       |
|  |           |

|  | \| \| Nucleariida \| \| \| \| \| \| Svampe \| \| \| \| |
|  |                                                        |
|  | Nucleariida                                            |
|  |                                                        |
|  | Svampe                                                 |
|  |                                                        |

|  | Nucleariida |
|  |             |
|  | Svampe      |
|  |             |

|  | Choanozoa |
|  |           |
|  | Dyr       |
|  |           |

|  | \| \| Nucleariida \| \| \| \| \| \| Svampe \| \| \| \| |
|  |                                                        |
|  | Nucleariida                                            |
|  |                                                        |
|  | Svampe                                                 |
|  |                                                        |

|  | Nucleariida |
|  |             |
|  | Svampe      |
|  |             |

|  | Choanozoa |
|  |           |
|  | Dyr       |
|  |           |

|  | \| \| Nucleariida \| \| \| \| \| \| Svampe \| \| \| \| |
|  |                                                        |
|  | Nucleariida                                            |
|  |                                                        |
|  | Svampe                                                 |
|  |                                                        |

|  | Nucleariida |
|  |             |
|  | Svampe      |
|  |             |

  Kladogram der viser svampes slægtskab 
  med bl.a. dyr og planter.
Indenfor den nyere biologiske taksonomi henregnes svampe nu til et selvstændigt rige (blandt 6-7 andre riger), fordi bl.a. genetiske undersøgelser har vist, at svampe er nærmere beslægtet med dyr end med planter. Hvor man betegner et områdes planter som "flora" og dyreliv som "fauna", betegnes et områdes svampeliv som "funga".
Før indførelsen af molekylære metoder for fylogenetisk analyse betragtede taksonomikere svampe som hørende til planteriget på grund af lighederne i vækst: både svampe og planter er hovedsageligt immobile og ligner hinanden i generel morfologi og voksested. Ligesom planter vokser svampe ofte i jord, og danner for nogle svampes vedkommende kraftige frugtlegemer, der kan ligne visse planter såsom mosser. I dag anses svampe for at høre til et selvstændigt rige - adskilt fra både planter og dyr, som de formodes at have udviklet sig fra for en milliard år siden. Visse morfologiske, biokemiske og genetiske træk har de til fælles med andre organismer, mens andre er unikke for svampe og dermed adskiller dem klart fra andre riger.
- Fælles træk med dyr: Svampe mangler grønkorn og er heterotrofe organismer, der derfor kræver allerede dannet organisk materiale som energikilde.[26]
- Fælles med planter: Svampe har i deres celler vakuoler[27] og cellevægge[28]. De kan formere sig både kønnet og ukønnet og ligesom lavere planter (såsom bregner og mosser) frembringe sporer. Ligesom mosser og alger har svampe typisk haploide cellekerner.[29]
- Unikke træk: Nogle arter lever som encellede gærsvampe, der formerer sig ved knopskydning eller binær fission. Der findes svampe, der er i stand til at skifte mellem  en gærfase og en fase med trådformede cellerækker (hyfer) som reaktion på ydre forhold.[30] Svampenes cellevægge er sammensat af glucaner og kitin. Selv om kitin også findes hos planter og glucaner i exoskelettet af leddyr,[31][32] så er svampe de eneste organismer, der kombinerer disse to strukturmolekyler i deres cellevæg. I modsætning til planter og ægsporesvampe indeholder svampes cellevægge ikke cellulose.[33]

Selv om svampene traditionelt medtages i mange, botaniske undervisningsforløb og lærebøger, anses de nu for at være nærmere beslægtede med dyr end med planter, og de bliver anbragt sammen med dyrene i den monofyletiske gruppe, opisthokonta (af græsk: opísthios = bagved, kontos = pol, flagel). Undersøgelser af den molekylære fylogenetik støtter svampenes oprindelse i en monofyletisk gruppe..

## Tidligere taksonomi
Traditionelt var svampene inddelt i fire grupper: basidiesvampe, sæksvampe, koblingssvampe og "imperfekte svampe". Til midten af 1900-tallet blev svampene regnet til planteriget og ofte kaldt kryptogamer, men man erkendte på det tidspunkt, at svampene var så afvigende fra andre organismer, at de skulle have deres eget rige, svamperiget. Siden er dette blevet bekræftet af undersøgelser på celleniveau og senest også molekylære studier.
Svampenes taksonomi er siden blevet revideret flere gange, særligt under indtryk af den nyeste forskning, der er baseret på sammenligninger af DNA. Disse igangværende fylogenetiske undersøgelser vender ofte op og ned på de klassificeringer, der bygger på ældre og til tider noget mindre præcise metoder. Den gamle klassifikation var baseret på morfologiske metoder og biologiske artsafgrænsninger, der byggede på eksperimentelle krydsningsforsøg.
En omfattende ny klassificering af svamperiget, der blev gennemført i 2007, var resultatet af et storstilet forskningssamarbejde, der inddrog snesevis af svampespecialister og andre forskere, der arbejdede med svampenes taksonomi. Den opstillede syv rækker, hvoraf de to – sæksvampe og basidiesvampe – blev placeret i en gren, som rummer underriget Dikarya.  I takt med at genomer for flere og flere svampe er blevet kortlagt er er denne klassificering efterfølgende blev udviklet yderligere, og omfatter nu kun seks rækker
Der forekommer stadig hyppige navneændringer på alle niveauer fra og med artsniveau og opefter. Blandt mange forskere gøres der anstrengelser for at opbygge en fælles og mere sammenhængende nomenklatur, som man kan bede folk om at bruge. Svampearterne kan tilmed have flere forskellige videnskabelige navne alt efter deres livscyklus og formeringsmåde (kønnet eller ukønnet). Netsteder som Index Fungorum og ITIS bringer lister over de gældende navne for svampearter (med henvisning til ældre synonymer).
Man har tidligere klassificeret andre organismer som svampe, f.eks.:
- Svampedyr (tidligere slimsvampe) (Mycetozoa) er nu en infrarække af protozoer, i rækken Amoebozoa.
- Ægsporesvampe (Oomycota, Oomycetes) er en gruppe svampelignende mikroorganismer, der nu tilhører riget Stramenopila.

### Formgrupper
Svampe kan inddeles i såkaldte formgrupper, der forener arter med ens udseende, hvilket også kan omfatte mikroskopiske træk. Eksempler på formgrupper:
- Lamelsvampe er basidiesvampe med lameller på frugtlegemet. Nogle lamelsvampe er dog beslægtet med rørhatte og hører til rørhat-ordenen[21]
- Poresvampe er basidiesvampe med porer på undersiden af frugtlegemet, men tilhører flere forskellige svampefamilier, der ikke er indbyrdes beslægtede.
- Trøfler har underjordiske, knoldformede frugtlegemer og passiv sporespredning.
- Koblingssvampe (Zygomycota) er svampe, der i deres kønnede formering anvender såkaldte zygosporer. Denne formgruppe er indtil for nylig også blevet regnet som en række indenfor svampene. Gruppen omfatter eksempelvis mikrosvampe såsom insektskimmel.[21]
- Fungi imperfecti (imperfekte svampe) er svampe, hvor der ikke kendes kønnet formering og hvor kun det anamorfe stadie er kendt. Et eksempel på en sådan "uperfekt svamp" er mug.

Arterne indenfor en formgruppe er ikke nødvendigvis beslægtet med hinanden og nogle arter tilhører flere formgrupper. Eksempelvis har det vist sig at den samme art både kan have anamorfe og teleomorfe livsstadier, som det er tilfældet for arter af slægten Trichoderma. På samme måde har nogle arter både et gærstadie og et andet stadie med hyfer.

### Teleomorfe og anamorfe svampe
Indenfor mykologien findes to uafhængige måder at klassificere svampe. Den ene måde omfatter svampe med kønnet formering (typisk med frugtlegemer), mens den anden omfatter svampe med ukønnet formering, hvorfra ingen frugtlegemer kendes (imperfekte svampe), det vil sige henholdsvis teleomorfe og anamorfe svampe. Mykologer klassificerer teleomorfer efter deres slægtskab (fylogeni), mens anamorfer klassificeres i såkaldte formgrupper, der ikke siger noget om deres slægtskab. Disse formgrupper af anamorfer benævnes parallelt med det sædvanlige system, der indeholder rækker, klasser, ordener, familier, slægter og arter.
Den samme svamp kan både bestå af en teleomorf og af en eller flere anamorfer. Den kaldes samlet for holomorfen. Dette betyder, at svampen kan være navngivet (ubevidst) både som teleomorf og anamorf. F.eks. er den svamp, hvis teleomorf kaldes rødbrun kødkernesvamp (Hypocrea rufa) identisk med den anamorfe svamp Trichoderma viride. Ved hjælp af sammenligninger af svampes DNA har man kunnet artsbestemme en række selvstændige arter, som tidligere blev anset for samme art. Samme teknik er benyttet til at knytte flere anamorfer sammen med deres teleomorfer, se slægten Trichoderma.

## Formering
Svampes formering er kompleks, idet den afspejler den store variation i levevis og genotype indenfor svamperiget. Det skønnes at en tredjedel af alle svampe formerer sig på mere end en måde. F.eks. kan formeringen  i en arts livscyklus foregå i to helt forskellige typer af stadier. Nemlig i et teleomorft stadie med kønnet fomering, hvor sporer typisk spredes fra et frugtlegeme, eller i et anamorft stadie med ukønnet formering og altid uden frugtlegeme. Det er forhold i miljøet, der udløser disse genetisk bestemte udviklingsstadier, og som medfører dannelsen af strukturer (fx teleomorfe eller anamorfe) beregnet for enten kønnet eller ukønnet formering. 
Frugtlegemet hæver sporerne op, så de nemmere spredes med vinden. Sporerne fra den kønnede formering kaldes meiosporer. Der findes dog mange svampearter, som ikke producerer frugtlegemer, de såkaldt imperfekte svampe. Hos disse svampe kan der også udvikles sporer. Hos rækken sæksvampe dannes fx såkaldte konidier (mitosporer) i det anamorfe stadie.

### Køn
Svampe findes hverken som hanner eller hunner, fordi kønscellerne er ens i størrelse og udseende, såkaldte isogameter. Hos mange arter, fx Phycomyces blakesleeanus, hvor der findes to typer kønsceller, kaldes de i stedet plus-køn (med sexP-genet) og minus-køn (med sexM). Andre arter har mere end to køn (parringstyper), idet nogle arter har fire, otte eller hos arten kløvblad (Schizophyllum commune) helt op til 28000 forskellige køn. Mange køn har den fordel, at sandsynligheden er meget stor for, at to individer er af forskelligt køn, når de mødes (det vil sige når hyfetråde fra to forskellige individer mødes).
Kønnet formering er dog mindre almindelig end ukønnet formering blandt svampe.

## Anvendelse og økonomisk betydning
Når man taler om anvendelse af svampe, tænker de fleste på "storsvampe" som en direkte kilde til mad, som fx (champignoner og trøfler). Dette har en vis økonomisk betydning i f.eks. Østeuropa og Østasien, mens den økonomiske betydning i Danmark er ret lille. 
Derimod er der mikroskopiske svampe af uhyre stor økonomisk betydning, også i Danmark. Disse falder groft sagt i fire grupper:
- Fødevareproduktion, f.eks. som hævemiddel til bagning eller som gæringsmiddel i forskellige fødevarer som øl og vin. Gærsvampe fordøjer normalt sukker og cellulose uden brug af atmosfærisk ilt, og i en menneskestyret proces kaldes dette for alkoholfermentering.

Øl, cider og vin er resultatet af, at visse typer af gærsvampe har fordøjet sukker og omdannet meget af det til ætanol (sprit). Dog kan gæren også utilsigtet indeholde arter af gærsvampe, som omdanner noget af sukkeret til det giftige træsprit.
Hævningen hos de brødtyper, hvor gærsvampen enten tilsættes som "ren" gær eller som surdej, fungerer ved at gærsvampe ligesom i øl, vin og cider omdanner sukker til ætanol. Under hævningsprocessen svulmer brødet op på grund af gærsvampenes udskillelse af carbondioxid (CO2) og dejens klæbrige konsistens. Carbondioxid forbliver i dejens små hulrum. Når brødet bages fordamper ætanolen og udgasser ligesom carbondioxiden, mens brødet til sidst stivner og slår små revner.
Blåskimmeloste fremstilles, i modsætning til alkoholfermentering, i iltrige omgivelser ved, at man poder ost med svampen blåskimmel, hvilket giver osten dens særlige, kraftige blåskimmelsmag.
I de tilfælde hvor halm, brød, frugter, grøntsager og korn mugner, skyldes det andre og normalt giftige svampetyper.
- Medicinsk anvendelse. Svampe er længe blevet anvendt til mange forskellige formål, f.eks. , Siden 1940'erne er svampe som fx penselskimmel (Penicilium sp.) blevet anvendt i produktionen af antibiotika
- Bioteknologisk anvendelse. Mikroskopiske svampe anvendes som producenter af enzymer i industrien , fx til anvendelse i vaskemidler.
- Svampe anvendes også som biologiske pesticider imod ukrudt, plantesygdomme eller skadevoldende insekter.

Nogle svampe kan have negativ betydning ved at nedbryde materialer og bygninger, eller ved at være årsag til sygdomme blandt mennesker eller husdyr, fx gærsvampesygdomme. Tab af afgrøder som følge af svampesygdomme eller råd kan have stor indflydelse på den lokale fødevareforsyning og økonomi.

## Svampe i Danmark
Svampe er en af de mest artsrige grupper af organismer i den danske natur. Det skønnes er der findes omkring 8000 arter i Danmark, men mange er endnu ikke registreret. Af disse kan 3000 arter betegnes som "storsvampe", der har frugtlegemer større end 10 millimeter. De fleste af disse storsvampe findes i skove. Den rigeste funga findes i gamle naturskove, hvor dødt ved ikke fjernes, som det er tilfældet hvor der drives intensivt skovbrug.
Svampes frugtlegemer ses i Danmark især sidst på sommeren og om efteråret. De behøver fugtigt vejr igennem flere dage, for at kunne udvikles. Små arters frugtlegemer kan dannes på få timer, mens de større arters normalt udvikles på et par dage. Hvis vejrforholdene er gunstige kan frugtlegemer herefter stå i flere uger. De hårde, konsolformede poresvampe kan dog blive flere år gamle og danner nye porelag året rundt.

### Spiselige svampe
Svampe har været kendt af mennesker som spiselige i tusinder af år, bl.a. i Kina. I antikkens Rom kendte man ligeledes til både spiselige og giftige svampe, og man troede på den tid, at de var "udvækster" fra fugtig jord. Først i 1710 opdagede italieneren Pier Antonio Micheli, at svampe formerer sig ved sporer, og han beskrev en lang række arter. Det er dog hollænderen Christian Hendrik Persoon (1761–1836) og svenskeren Elias Fries (1794-1878), der regnes som mykologiens grundlæggere.
En del svampe, eller rettere deres frugtlegemer, er spiselige. Der findes en stor variation i smag, farve og konsistens. Som friske indeholder svampe typisk omkring 90% vand, 3-4% protein, 3-4% kulhydrat, 1% mineraler, 0,2% fedt og nogle få fibre. Der er således mere protein i svampe end i grønsager, men mindre end i kød. Indholdet af vitaminer er stort med f.eks. både C, D, B1, B2, B6, niacin og folinsyre samt forskellige mineraler og sporstoffer, dog ikke kalk.
Svampe er tungt fordøjelige for mennesker og bør derfor tygges grundigt.

### Giftige svampe
Svampe er i stand til at danne meget komplicerede organiske forbindelser. En række svampe danner stoffer, der ved indtagelse, kan angribe de menneskelige organer, fx nyrer og lever, hvilket i nogle tilfælde kan medføre døden. I Danmark er den almindeligste årsag til forgiftninger stoffet alfa-amanitin, der bl.a. findes hos hvid og grøn fluesvamp. Andre giftstoffer er orellanin og gyromitrin, der findes hos henholdsvis giftslørhatte og stenmorkel (Gyromitra esculentia). Endelig findes stoffet muscarin, der virker som en nervegift på hjertet. Det findes hos mange svampearter, som f.eks. rød fluesvamp, men kun i dødelig dosis hos visse trævlhatte (Inocybe). Muscarin kan neutraliseres med atropin.
Mange svampe indeholder desuden betydelige mængder af tungmetaller, især cadmium. Dette er målt i arterne gulhvid champignon og landsby-champignon, men optages muligvis ikke af mennesker, der spiser disse svampe.
Andre svampe har desuden en hallucinerende virkning som f.eks. psilocybinsvampe uden dog at være direkte giftige.

## Billeder
- Madsvampe sælges ofte som tørrede. Foto: Aka
- Stinksvamp (Phallus impudicus).
- Østershat (Pleurotus ostreatus)
- Spiselig rørhat (Boletus edulis), også kaldet Karl Johan, er en almindelig madsvamp.
- Skimmelsvampen Aspergillus niger på et løg.
- Violet hekseringshat ses her tydeligt vokse i en såkaldt  heksering.
- Gærsvampen Saccharomyces cerevisiae, der vokser i agar i en petriskål.
- Rodfordærver (Heterobasidion annosum) er meget udbredt på den  nordlige halvkugle.
- Kinesisk snyltekølle (Ophiocordyceps sinensis) er en parasit på larver af humleæder. Til slut "mumificeres" larven af svampen.
- Sortbæger (Pseudoplectania nigrella). Et eksempel på frugtlegemet af en sæksvamp.
- Den bioluminiscente Mycena chlorophos vokser i subtropisk Sydøst-Asien, Australien og Brazilien